# Karolinka (památný strom)
Karolinka je památný strom rostoucí u Proseče pod Ještědem, obci na severu České republiky, v Libereckém kraji, okrese Liberec.

## Poloha a historie
Strom roste v loukách severozápadně od obce. Jihovýchodně od něj se nachází vrchol Kamnenný (615 m n. m.). Naopak severním směrem od stromu protéká Padouchovský potok. O prohlášení stromu za památný rozhodl městský úřad v Českém Dubu, který dne 27. dubna 2009 vydal příslušný dokument, jenž 28. května 2009 nabyl své účinnosti.

## Popis
Památný strom je lípa srdčitá (Tilia cordata) dosahující devatenáctimetrové výšky a obvod jeho kmene činí 419 centimetrů. Při vyhlašování památné ochrany nad stromem bylo současně stanoveno i ochranné pásmo, jež má podobu kruhu s poloměrem ve velikosti desetinásobku průměru kmene měřené ve výšce 1,3 metru nad povrchem okolního terénu. V době vyhlášení tak činil poloměr ochranného pásma 13,4 metru.